# Crkva sv. Marije Gusarice
Crkva sv. Marije Gusarice ili Gospa Gusarica je rimokatolička crkva u Komiži i zaštićeno kulturno dobro.

## Opis dobra
Renesansna crkva sv. Marije Gusarice sagrađena je u 16.st. na šljunčanoj plaži na sjevernom kraju komiške uvale. Ime duguje mnogim zavjetima protiv gusarske opasnosti. Trobrodna crkva oblikovana je kao tri združene građevine s tri dvostrešna krova. Glavno pročelje s tri zabata okrenuto je prema moru. Nad središnjim zabatom ima zvonik na preslicu. Građena je fino obrađenim kamenim klesancima. U unutrašnjosti ima barokne oltare, bogato ukrašenu trodijelnu drvenu pjevnicu s orguljama, te zavjete pomoraca. Uz crkvu je ograđeno dvorište sa šesterokutnom krunom bunara ukrašenom reljefima.

## Zaštita
Pod oznakom Z-6489 zavedena je kao nepokretno kulturno dobro - pojedinačno, pravna statusa zaštićena kulturnog dobra, klasificirano kao "sakralna graditeljska baština".